# كأس الاتحاد المصري التنشيطية
كأس الدوري المصري 2000، هي النسخة الأولى والوحيدة من كأس الدوري المصري. اقتصرت المشاركة على فرق الدرجة الأولى على أساس طوعي. تلعب الأندية بدون لاعبين دوليين (المباريات التي تقام خلال تصفيات كأس الأمم الأفريقية والتصفيات الأولمبية). ورفض الأهلي والمنصورة والاتحاد السكندري المشاركة.

## نهائيات
| عام     | الفائز     | النتيجة | الوصيف     |
| ------- | ---------- | ------- | ---------- |
| 1989/90 | الأهلي     | 1 - 0   | المصري     |
| 1991/92 | المصري     |         | الأوليمبي  |
| 1993/94 | غزل المحلة | 2 - 0   | القناة     |
| 1999/20 | القناة     | 1 - 0   | مزارع دينا |